# Hit the High Hard One
Hit the High Hard One è un album live del bluesman Popa Chubby, il suo album più famoso e meglio riuscito.

## Tracce
- Heart Attack and Vine - 4:47
- Trail of Tears - 7:35
- Size 13 - 0:17
- What's So Great About Rock and Roll - 4:04
- Stoop Down Baby - 5:38
- Long Distance Pain - 11:10
- Caffeine and Nicotine - 4:02
- Isis - 7:17
- Sweet Goddess of Love and Beer - 8:56
- San Catri - 10:15
- Wild Thing - 3:22